# Dancing Lasha Tumbai
Dancing Lasha Tumbai — пісня Вєрки Сердючки, яка посіла друге місце на Конкурсі Пісні Євробачення 2007 від України з 235 очками. При голосуванні п'ять країн поставили пісні «Dancing Lasha Tumbai» найвищу оцінку у 12 балів. Пісня також здобула премію Марселя Безансона у категорії «Приз преси».
Пісня, первинно названа просто «Danzing» і написана на суржику з російської, української, англійської та німецької мов, успішно пройшла національний відбір, вигравши глядацьке голосування. Проте надалі низка українських політиків та громадських організацій виказали протест проти висування пісні Сердючки від України на конкурс. Наприклад, депутат Тарас Чорновіл назвав виступ Данилка «ганьбою України».

## Суперечка навколо тексту
В тексті пісні є слова, які частина людей сприймає на слух як «I want you see — Russia goodbye!» (спотворене англійське: «хочу тобі показати, що прощаюся з Росією»), і повторені декілька разів, що викликало різко негативну реакцію в частини російської аудиторії. Андрій Данилко офіційно спростував наявність таких слів в пісні та опублікував офіційний текст, в якому фраза звучала як «Lasha Tumbai». Ці дивні слова, включені пізніше в назву пісні, за твердженням автора, є монгольськими і означають «Збиті вершки». Проте це викликало численні суперечки в інтернеті та пресі, багато знавців монгольської мови спростували цю заяву.[джерело?]
Пізніше Андрій Данилко розповів в інтерв'ю таке:
|  | Я запозичив це слово у Цоя, в нього була пісня, в якій співалося «бошетунмай». І коли я писав свою пісню, то мені подумалося туди вставити щось разом з оборотом I want to see, а другу частину придумати не міг, ось тоді й згадалося цоєвське «баша тунмай». Тільки, щоб звучніше було, перетворив в «лаша тунмай». Мені сказали, що монгольською мовою це означає «збивай масло». По чесному, я взагалі в тонкощі не вникав — монгольське слово, не монгольське… Насправді це — абракадабра! В неї, по суті, немає сенсу. А те, що цю співзвучність підтягнули за вуха під «Раша, гудбай» — так це просто ефект незнайомого слова |

У більш пізніх інтерв'ю Данилко називав те, що сталося з ним після Євробачення «цькуванням»; в ролі причини він вказував на конфлікт інтересів між ним і Першим каналом, а також власну «наївність». Замовниками цькування артист називав Костянтина Ернста і Максима Фадєєва. Данилко заявив, що Ернста досі трусить, коли мова заходить про Данилко.
Після початку широкомасштабного вторгнення Росії до України у 2022 році Данилко заявив, що відтепер словами у пісні справді будуть лише «Russia goodbye».

## Нагороди та відзнаки
У січні 2020 року пісня увійшла до списку переможців спецпроєкту «20 знакових пісень за 20 років», який склали експерти, обрані організаторами національної музичної премії YUNA.
Пісня була використана під час Чемпіонату Європи зі спортивної гімнастики 2024 року серед чоловіків, коли українська збірна виграла золоті медалі в командному заліку.